# Château de Tutino
Le château de Tutino, ou château de Trane, est un complexe architectural fortifié situé à Tutino une frazione de la commune de Tricase, province de Lecce dans les Pouilles,.

## Historique
Le château est l'un des rares du Salento à conserver encore une partie des douves d'origine. Construit au XVe siècle, il a constitué au fil des siècles un refuge sûr pour les habitants de Tutino. Ses puissants murs, hauts de 6 à 7 m et épais de 1,40 m, sont faits de pierre et d'argile et présentent un escarpement dans la partie inférieure. Des nombreuses tours situées le long du circuit des murailles, il n'en reste que cinq, certaines avec une base escarpée, reliées au sommet par un chemin de ronde encore visible par endroits. 
Vers la fin du XVIe siècle, devenu obsolète par rapport aux exigences de l'architecture militaire de l'époque, le château fut vendu par le comte d'Alessano Andrea Gonzaga à Don Luigi Trani. Ce dernier agrandit et transforma la structure pour en faire une demeure seigneuriale. Côté est, les douves laissaient place à une élégante façade Renaissance sur deux niveaux avec un lourd portail surmonté des armoiries seigneuriales : un dragon ailé et tourné, visant une étoile à huit rayons et soutenant de sa droite une tête de taureau, et avec sa main gauche un livre. Le long de la façade, un registre avec une épigraphe latine commémore sa construction qui eut lieu en 1580. Chacune des fenêtres de la façade présente une devise en latin dans la décoration de l'architrave.
Il devint ensuite la propriété de la famille Gallone, les derniers barons de Tutino, puis passa entre les mains de la famille Caputo qui utilisait les locaux pour la transformation du tabac jusqu'aux années 1960